# Mercedes-Benz W196
Mercedes-Benz W196 — гоночний болід Формули 1, який розроблявся Гансом Шеренбергом і спортивною командою Daimler Benz AG. Автомобіль брав участь у чемпіонаті Формула-1 1954-1955 років, де виграв 9 із 12 гонок чемпіонату.

## Передумови створення
Після Другої Світової війни післявоєнна Європа почала відновлюватися від страшної війни. Із повоєнної «сплячки» виходив і Daimler-Benz. До війни Mercedes-Benz гриміла перемогами у авто гонках, з якою могли конкурувати тільки Maserati, Alfa Romeo. Природно, що після війни компанія хотіла повернутися у автоспорт, і не просто повернутися, а хотіла і надалі продовжити свою славну гоночну біографію.
Для реалізації проекту боліду повернення у світові автоперегони під керівництвом Фріца Наллінгера, Руді Венхаута і Ганса Шеренберга було залучено 200 конструкторів, інженерів і механіків, 300 висококваліфікованих працівників, до їх послуг надавалося найсучасніше обладнання із щомісячним бюджетом у 500 тисяч марок.

## Конструкція автомобіля

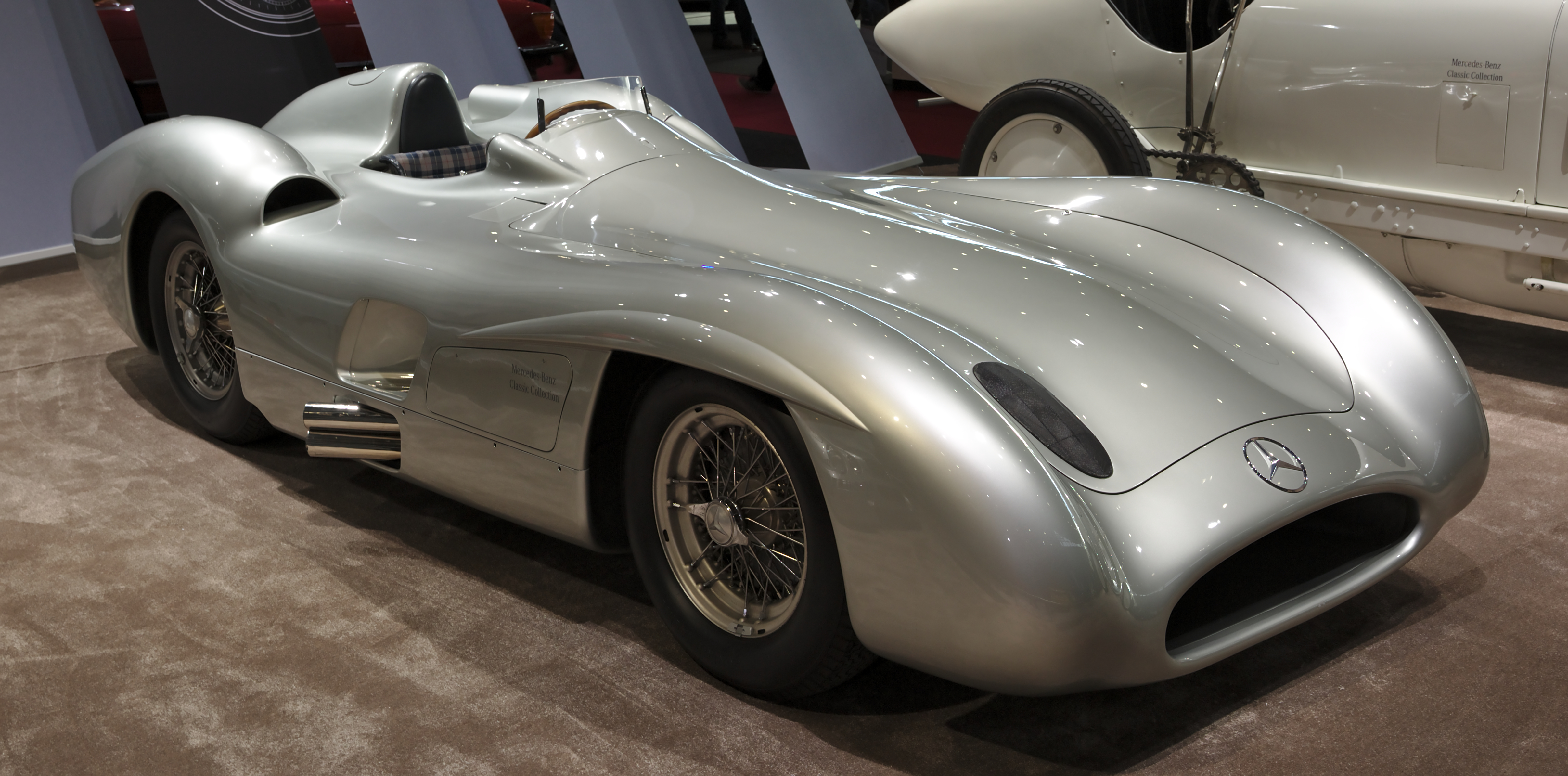
“Stromlinienwagen”, або "Тип Монца"

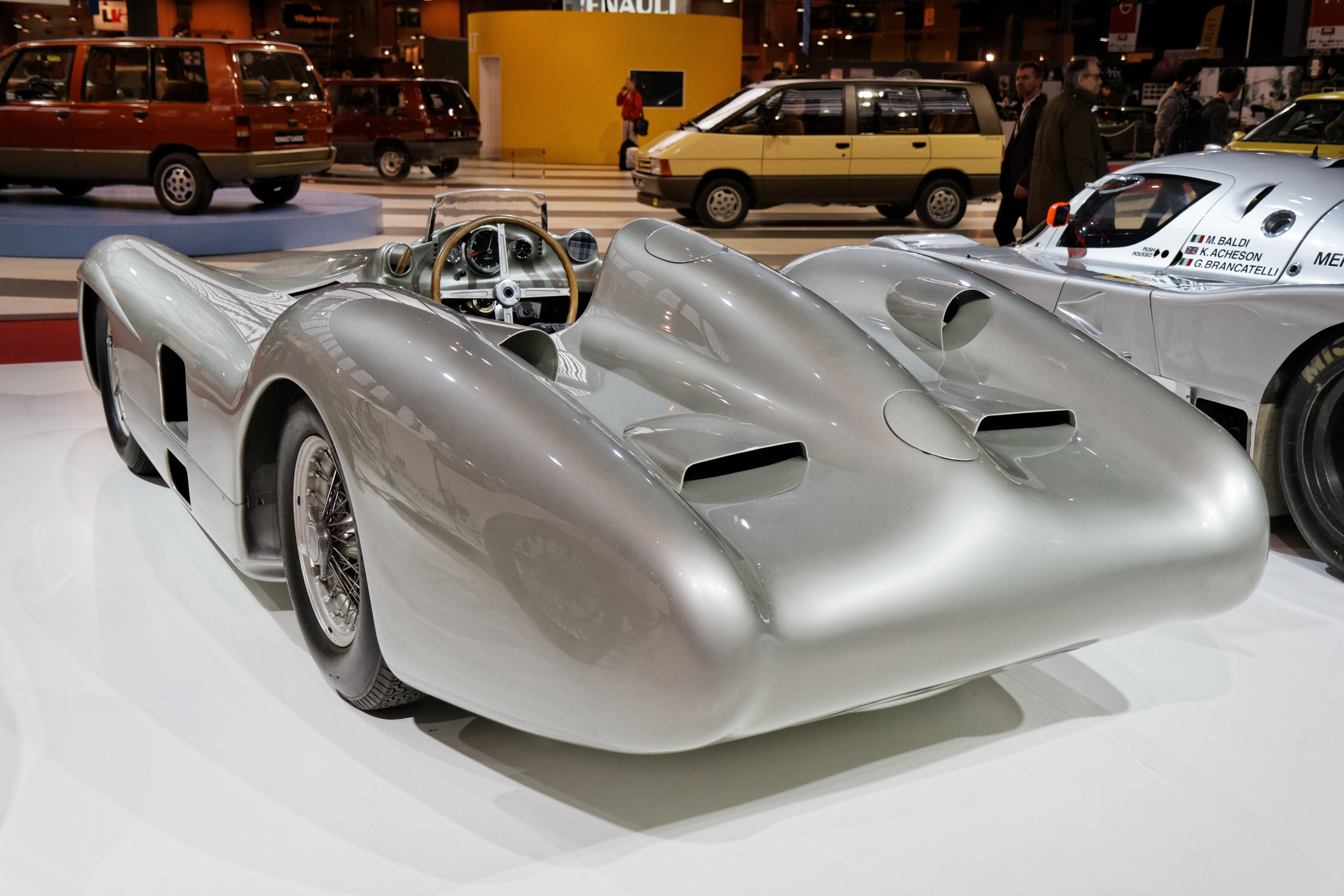

В основі конструкції боліду W196 лежав просторовий каркас із 25 мм сталевих труб, обшитий алюмінієвими листами. 
Автомобіль обладнувався синхронною п’ятиступінчастою КПП виробництва «ZF». Хоча більшість автомобілів того часу оснащувалися чотириступінчастою коробкою перемикання передач.Конструктори для покращення осьової рівноваги, КПП перемістили назад в блок із головною передачею.
Передня підвіска складалася із подвійних поперечних важелів, а задня-із поперечних важелів із низько поставленою віссю крутіння і продовжними «паралелограмами Вайта». Паливний бак розташовувався позаду на 250 л., а на хвості знаходився 40-літровий оливний бак.

## Двигун
На автомобілі встановили атмосферну рядну 8-ку із рідинним охолодженням об’ємом 2.5 л. Двигун відповідав тодішньому регламенту Формули 1. Блок циліндрів був відлитий з невід’ємною головкою-це був перший у світі моноблок. Клапани двигуна розташовувалися по два на циліндр, приводилися в дію «десмодроновим» механізмом від двох «верхніх» розподільних валів на головці блоку. Кулачки відповідали за відкриття і закриття клапанів, а відсутність пружин повністю усувало небезпеку «зависання» на високих оборотах.
Збірний колінчастий вал двигуна вийшов задовгий, тому, щоби знизити ризик виникнення крутних коливань, відбір потужності здійснювався від середини колінчатого валу. Для кращого запалювання робочої суміші встановили по дві свічки запалювання. Система живлення двигуна постачалася товариством Bosch, така сама система встановлювалася і на двигунах Goliath. Бензин вприскувався під тиском 100 бар протягом 120 градусів повороту колінчатого валу під час такту стиснення.На спиртовій горючій суміші, яка тоді широко використовувалася, двигун розвивав 280–290 к.с.

## Гальмівна система
На автомобілі встановили явно застарілі барабанні гальма, тоді як їхні прямі конкуренти оснащували свої машини дисковими. Хоча барабанні гальма конструктори Mercedes поставили діаметром 380 мм.
Щоб знизити не підресорну масу на передній осі, барабани довелося винести ближче до центру автомобіля.

## Спортивний дебют
Дебют авомобіля відбувся на Гран Прі Франції 1954 року. В результаті кваліфікації Хуан-Мануель Фанхіо і Карл Клінг зайняли дві перші сходинки стартового пелотону. У гоночний день ці два пілоти у такій же послідовності фінішували, причому виперидивши найближчих переслідувачів на одне коло. Як наслідок, команда Mercedes-Benz здобула свою першу перемогу у Формулі-1.
На перегони того сезону команда Mercedes-Benz виставила W196 у двох варіантах: перший був повністю обтічної форми “Stromlinienwagen”, або "Тип Монца", який розробили спеціалісти команди, покладаючись на результати досліджень у аеродинамічній трубі, другий - традиційний варіант із відкритими колесами “Rumpfwagen”. Цей варіант мав щоправда на 28% більший лобовий опір, але був на 40 кг легшим і дозволяв пілоту бачити колеса, що значно полегшувало керування болідом у складних віражах.

## Характеристики
| Категорія                   | Гоночний автомобіль класу Формула1 |
| Конструктор                 | Mercedes GP |
| Двигун                      | Mercedes-Benz 2.5 R8 |
| Паливний партнер            | Esso |
| Шини                        | Continental |
| Гальма                      | Барабанні 380мм. |
| Свічки запалювання          | Bosch |
| Дебют                       | Гран Прі Франції 1954 |
| Перемоги                    | 9 перемог із 12 |
| Участь чемпіонатах Ф1       | 1954,1955рр. |
| Перемоги заводських пілотів | 1954,1955рр.(Фанхіо) |
| Пілоти                      | Хуан Мануель Фанхіо (Аргентина) Стірлінг Мосс (Велика Британія) Герман Ланг (Німеччина) Карл Клінг (Німеччина) Ганс Герман (Німеччина) Андрій Сімон (Франція) Пєро Таруффі (Італія) |